# William Daniel Phillips
William Daniel Phillips (Wilkes-Barre, 5. studenog 1948.), američki fizičar. Nakon diplomiranja (1970.) na koledžu Juniata primljen je na Massachusettski institut za tehnologiju (MIT) (SAD), gdje je doktorirao (1976.) radom o magnetskom momentu protona u molekuli vode i sudarima laserski potaknutih atoma. Najpoznatiji je po radovima o Bose-Einsteinovoj kondenzaciji i laserskom hlađenju, za što je 1997., zajedno s C. Cohen-Tannoudijem i S. Chuom, dobio Nobelovu nagradu za fiziku 1997. Razvijena metoda laserskoga hlađenja omogućila je postizanje ekstremno niskih temperatura od mikrokelvina (μK) pa i svega nekoliko nanokelvina (nK).

## Atomska stupica
Atomska stupica (engl. atomic trap) je uređaj za usporavanje (hlađenje) atoma u malom dijelu prostora radi njihova spektroskopskog proučavanja. Osnovna je tehnika Dopplerovo hlađenje, pri kojem se upotrebljava lasersko svjetlo nešto niže frekvencije od određenog elektronskog prijelaza u atomu. Takvo svjetlo usmjeri se na brze atome u snopu ili pari. Zbog Dopplerova učinka atom vidi fotone kao rezonantne. Fotoni se apsorbiraju i tako pobuđeni atom fluorescira emitirajući foton u nasumičnu smjeru. Tako se prenosi moment količine gibanja s fotona na atom, a to uz lavinu fotona uzrokuje usporavanje atoma. Primjenom laserskoga snopa u svih 6 smjerova zadržavaju se atomi u zadanom prostoru (optička molasa). Ako se primijene dodatna magnetska polja i laser, atomi se mogu ohladiti na nekoliko milijuntinki Kelvina. Sudari tako ohlađenih atoma omogućuju proučavanje raznih kvantnih učinaka. Načela laserskoga zarobljavanja primjenjuju se za proučavanje mikroorganizama koji se drže izolirani, a da im se ne naškodi.